# Ludolf Nielsen
Carl Henrik Ludolf Nielsen, född 29 januari 1876, död 16 oktober 1939, var en dansk tonsättare.
Nielsen fick sin utbildning i Köpenhamn som elev i violinspel till konsertmästaren Ludvig Holm, senare som elev vid konservatoriet. Vid sidan av sin verksamhet som utövande musiker utvecklade Nielsen en ganska omfattande verksamhet som tonsättare. Han skrev bland annat tre operor; Isabella (1915), Uhret och Lola, baletten Lakschmi (1924), 3 symfonier, omkring 80 sånger, kammarmusik med mera.